# Proklest
Proklest je vrchol vysoký 574 m n. m., který leží v Drahanské vrchovině. Je zároveň rozvodím čtyř potoků: Křtinský potok, Zemanův žleb, Jedovnický potok, Rakovec. Vrchol Proklestu se nachází v katastru obce Křtiny nedaleko obce Bukovinka a je na něm schrána s vrcholovou knihou Brněnské výškovnice.

## Přístup
Přístup k Proklestu není značený. Leží asi 730 metrů východně od Liščí leče.

## Blízké vrcholy
V blízkém okolí Proklestu se nachází několik dalších vrcholů, např. Liščí leč (526 m n. m.), Dřínová (525,5 m n. m.), Tipeček (543 m n. m.) a Malina (571 m n. m.).